# SMS München (1904)
Корабль его величества «Мюнхен» (нем. SMS München) — пятый корабль в серии из семи крейсеров типа «Бремен» флота Германской империи (Кайзерлихмарине), назван в честь г. Мюнхен. Построен на верфи AG Weser в г. Бремен. Корпус был заложен в 1903 году, спущен на воду в апреле 1904 года. В январе 1905 года вошёл в состав флота. Был вооружён главной батареей из десяти 105 мм орудий и двумя 450-мм торпедными аппаратами. Мог развивать скорость в 22,5 узла (41,7 км/ч).
Большую часть карьеры «Мюнхен» провёл в составе флота и нёс интенсивную службу во время Первой мировой войны, участвовал в Ютландском сражении 31 мая — 1 июня 1916 года. В этой битве он дважды вступал в бой с британскими лёгкими крейсерами и в обоих боях получил повреждения, позднее участвовал в обстреле крейсера HMS Southampton. 19 октября 1916 года «Мюнхен» был торпедирован британской подлодкой Е38 и позднее отстранён от службы. Последние годы «Мюнхен» провёл в качестве плавучей казармы и был передан британцам в качестве военного трофея в 1920 году. Позднее был разделан на металл.

## Конструкция
«Мюнхен» был заложен по контракту «М», корпус был заложен на верфи AG Weser в г. Бремен в 1903 году, спущен на воду 30 апреля 1904 года, после чего начались работы по достройке корабля. 10 января 1905 года корабль вошёл в состав Гохзеефлотте. Был 111,1 м длиной, 13,3 м шириной, имел осадку в 5,47 м, водоизмещение в 3780 т при полной боевой загрузке. Двигательная установка состояла из двух паровых машин тройного расширения, индикаторная мощность составляла 10 тыс. лошадиных сил (7500 кВт), корабль развивал скорость в 22 узла (41 км/ч). Пар для машины образовывался в десяти водотрубных паровых котлов военно-морского типа, топливом для которых служил уголь. Крейсер мог нести 860 тонн угля, что обеспечивало дальность плавания в 4690 морских миль (8690 км) на скорости в 12 узлов (22 км/ч). Экипаж крейсера состоял из 14 офицеров и 274—287 матросов.
Вооружение крейсера составляли десять 105 мм скорострельных орудий системы SK L/40 на одиночных опорах, Два орудия были размещены рядом на носу, шесть вдоль бортов по три на каждом борту и два бок о бок на корме. Орудия имели прицельную дальность в 12200 м. Общий боезапас оставлял 1500 выстрелов, по 150 выстрелов на орудие. Помимо артиллерийского вооружения крейсер нёс два 450-мм подводных торпедных аппарата с боезапасом по пять торпед на аппарат. Аппараты были установлены в корпусе судна по бортам под водой. Крейсер также мог нести пятьдесят морских мин. Корабль был защищён бронированной палубой толщиной до 80 мм. Толщина стен рубки составляла 100 мм, орудия были защищены тонкими щитами 50 мм толщины.

## Служба
После ввода в строй «Мюнхен» использовался для испытания торпед и экспериментов с беспроводной связью. После начала первой мировой войны в августе 1914 года крейсер был приписан к Гохзеефлотте. Утром 28 августа 1914 года «Мюнхен» и его систер-шип «Данциг» были пришвартованы в Брюнсбюттеле. Они должны были идти в Киль через канал Кайзера Вильгельма. В это утро британский флот атаковал корабли германской патрульной линии у Гельголандской банки. В последующем сражении «Мюнхен» и «Данциг» получили приказ идти к устью Эльбы и ожидать там дальнейших приказов. В 12.25 оба крейсера получили приказ идти в Гельголандскую бухте и поддержать крейсер «Страсбург», но в 14.06 «Мюнхен» получил другой приказ — провести разведку к северо-востоку от Гельголанда.
В ходе Ютландского сражения 31 мая — 1 июня 1916 года «Мюнхен» был приписан к 4-й разведывательной группе . Группа под командованием коммодора Людвига фон Ройтера вышла из Вильгельмсхафена 31 мая в 03.30 вместе с оставшимся флотом. «Мюнхен» и торпедный катер S54 получили приказ осуществлять разведку и держались справа от флота на траверзе третьей боевой эскадры.
Вскоре после 21.00 «Мюнхен» и оставшаяся часть четвёртой разведывательной группы повстречали британскую третью эскадру лёгких крейсеров. Корабли Ройтера шли впереди Гохзеефлотте, который шёл на юг уходя прочь от разворачивающегося Гранд-флита. Из-за большого расстояния и плохой видимости только «Мюнхен» и «Штеттин» смогли вступить в бой с британскими крейсерами. «Мюнхен» выпустил 63 снаряда, и ему пришлось прекратить огонь, попаданий в цели не было. При возвращении в «Мюнхен» угодили два снаряда, первый причинил минимальный ущерб, но второй угодил в третью дымовую трубу. Взрыв повредил четыре паровых котла, поддерживать пары во всех котлах стало затруднительным. Ройтер повернул свои корабли направо, имея приказ подманить британцев поближе к крупным кораблям германского флота, но третья британская эскадра лёгких крейсеров не клюнула на приманку и вышла из боя.
В ходе ожесточённой ночной битвы случившейся, когда Гохзеефлотте пробивался через британские тыловые порядки четвёртая разведывательная группа повстречала вторую эскадру лёгких крейсеров на небольшом расстоянии в темноте. При сближении двух эскадр немцы осветили HMS Southampton и HMS Dublin и сконцентрировали на них огонь. Два этих корабля получили тяжёлые повреждения, загорелись, им пришлось отступить. Немцы тоже отступили, пытаясь подманить британцев ближе к линкорам «Мольтке» и «Зейдлиц». В получившейся свалке в германский крейсер «Фрауенлоб» угодила торпеда, выпущенная «Саутгемптоном», «Фрауенлоб» затонул, причём «Мюнхен» едва избежал столкновения с тонущим «Фрауенлобом». «Мюнхен» обогнул тонущий «Фрауенлоб» и выпустил торпеду по «Саутгемптону», которая прошла мимо цели. В ходе боя «Мюнхен» получил ещё три попадания, два снаряда разорвались в воде, их осколки нанесли минимальный ущерб, но третий пронизал третью дымовую трубу и разорвался на другой её стороне, ударившись о подпорку трубы, один из осколков разбил дальномер правого борта. Беспорядочное маневрирование привело к поломке рулевого колеса, экипажу пришлось два с половиной часа управлять кораблём из рулевого отсека.
В 21.20 «Мюнхен» и «Штеттин» обстреляли свои же торпедные катера G11, V1 и V3, но быстро прекратили обстрел, идентифицировав свои цели. Рано утром 1 июня примерно в 05.06 додредноуты второй боевой эскадры открыли огонь по британским подлодкам, огонь был настолько беспорядочным, что возникла угроза для «Мюнхена» и «Штеттина», так как они находились напротив линии германских кораблей. Командир флота вице-адмирал Шеер был вынужден отдать общий приказ прекратить огонь. «Мюнхен» в свою очередь в 11.40 якобы заметил подлодку в Гельголандской бухте и стрелял по пустому морю. В ходе сражения в «Мюнхен» угодили пять снарядов среднего калибра, погибло пять человек, двадцать получили ранения. Сам «Мюнхен» выпустил 161 снаряд.
18-19 октября вице-адмирал Шеер попытался повторить свой первоначальный ютландский план, в который входил обстрел Сандерленда. Находясь в пути «Мюнхен» был подбит торпедой, выпущенной подлодкой HMS E38 близ Доггер-банки. Шеер понял, что британцам известно его местоположение и поэтому он отменил операцию и вернулся в порт. «Мюнхен» принял около 500 тонн воды, морская вода попала в его котлы, смешавшись с пресной водой, предназначенной для образования пара. Крейсер пришлось брать на буксир, сначала буксиром служил торпедный катер V73 а затем систер-шип крейсер «Берлин». Но на следующий день машина снова была в строю и крейсер своим ходом пошёл в Ядебусен, где добрался до имперских доков в Вильгельмсхафене. После возвращения в порт «Мюнхен» в ноябре был снят со службы из-за полученных в бою повреждений и в дальнейшем в 1918 году использовался как плавучая казарма для патрульных кораблей. 5 ноября 1919 года крейсер был исключён из военно-морских списков и 6 июля 1920 года был передан британцам как военный приз под литерой Q согласно условиям Версальского договора. Впоследствии британцы разобрали корабль на металл.